# Helios Klinikum Warburg

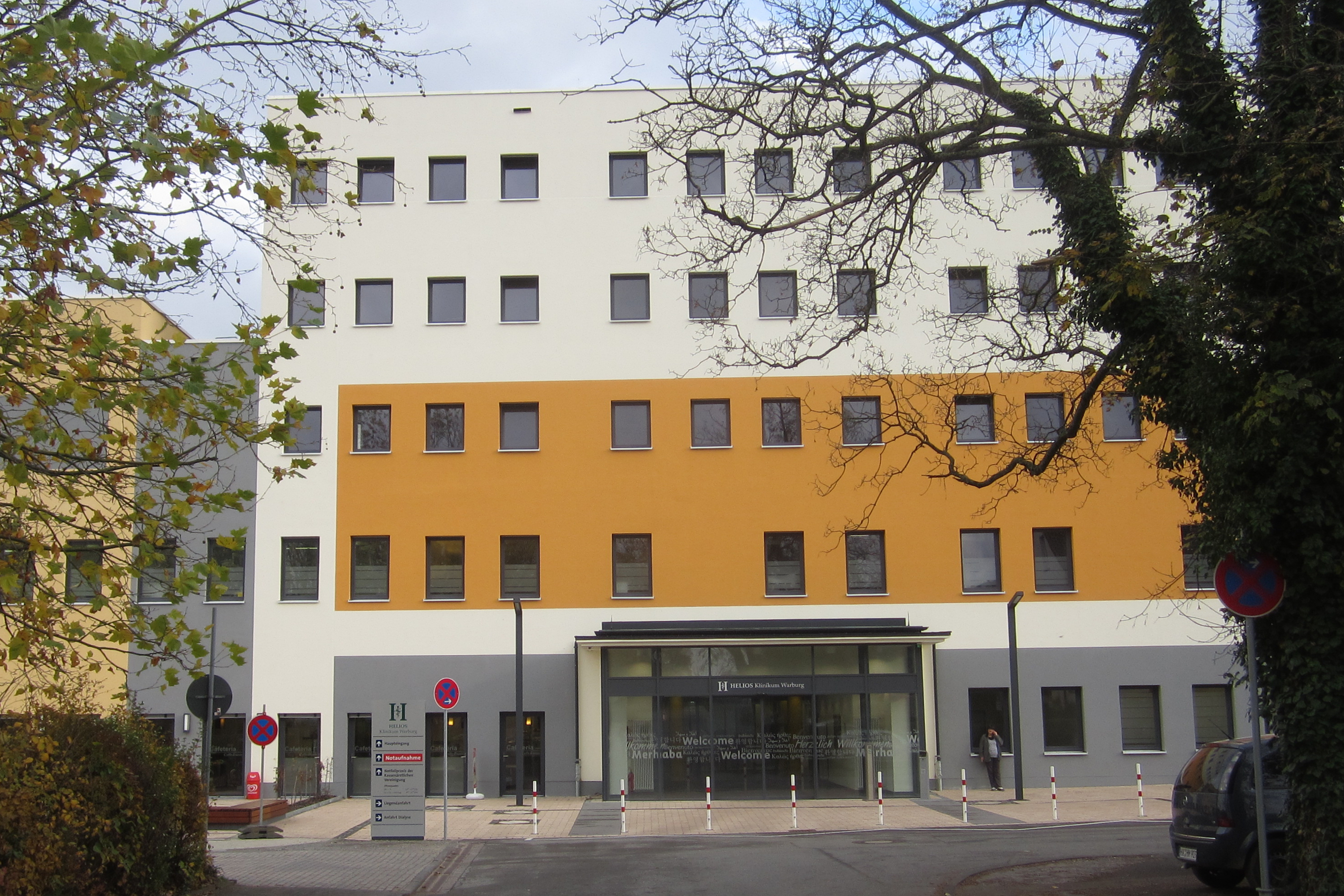
Der Eingang des Helios Klinikums Warburg im November 2014.

Das Helios Klinikum Warburg (bis April 2014 St.-Petri-Hospital Warburg) ist ein Krankenhaus für die Grund- und Regelversorgung in der ostwestfälischen Stadt Warburg. Das Krankenhaus gehört zu der Helios-Kliniken-Gruppe.

## Geschichte

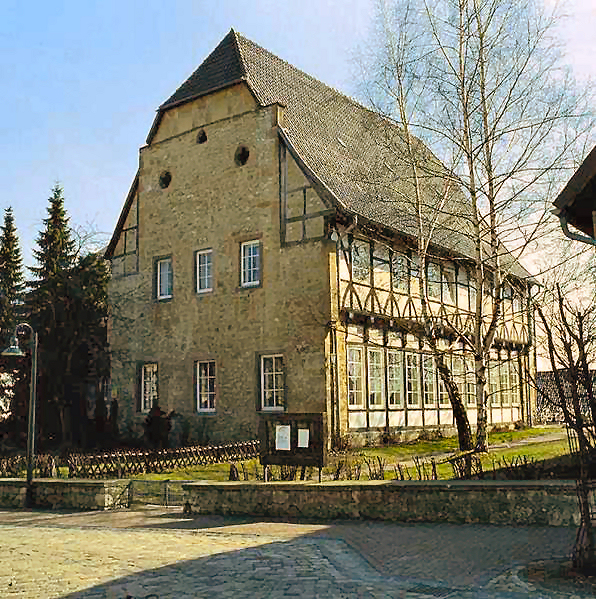
Der ehemalige Romhof, heute Corvinushaus

### Das alte Krankenhaus im mittelalterlichen Romhof
1833 beriet das Stadtverordnetenkollegium der Stadt Warburg unter Bürgermeister Adam Rinteln die Errichtung eines städtischen Krankenhauses. Durch Ministerialerlass der preußischen Regierung vom 10. Dezember 1836 wurde der Stadt hierzu der zuvor als königliches Hauptzollamt genutzte, so genannte Romhof, ein mittelalterlicher Gebäudekomplex in der Sternstraße 19, übereignet und im Folgejahr wurde das Krankenhaus mit zunächst vier Betten eröffnet. 1844 beauftragte die Stadt, vertreten durch den neuen Bürgermeister Heinrich Fischer, zwei Vinzentinerinnen aus Paderborn mit der Pflege der Patienten. 1850/51 erfolgte eine Erweiterung durch einen zweigeschossigen Anbau, so dass nun 40 Personen stationär aufgenommen werden konnten. Die 1857 beschlossenen Statuten für das „Warburger Krankenhaus“ gliederten die Organisation in die Bereiche A. Heil-Anstalt, B. Pflege-Anstalt, C. Anstalt für hülfsbedürftige Kinder und D: Näheschule. Direktor des Krankenhauses war der jeweilige Bürgermeister der Stadt als Vorsitzender der Armenkommission. Die Arbeit wurde zusätzlich durch Stiftungen unterstützt, so 1851 durch Friedrich Berendes (Germete), 1873 durch Philipp Fischer (ein in Paris wohnender Neffe des Bürgermeisters Heinrich Fischer) und 1914 durch Sally Berg (Paris/Brüssel).

### Der Neubau auf der Hüffert von 1926

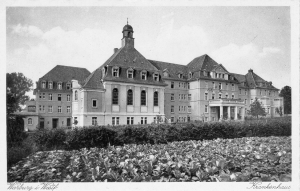
Der Altbau des St. Petri-Hospitals um 1930

Schon bald erwies sich das Gebäude wieder als zu klein, so dass bereits 1913/14 im Stadtrat über einen Neubau gesprochen wurde. Nach dem Ersten Weltkrieg richtete der 1919 in sein Amt eingeführte neue Bürgermeister August Dissen einen Krankenhaus-Neubaufonds ein. Nach langen Beratungen und einem Architektenwettbewerb wurde 1923 mit dem Bau nach Plänen des Architekten Franz Vogt aus Elberfeld begonnen. Als Grundstück wurde das Gelände zwischen dem ehemaligen Schützenplatz und dem Burggraben, in der Nähe des Standortes der früheren Peterskirche am Bittkreuz ausgewählt. Mit dem gleichzeitigen Ausbau der Hüffertstraße wurde so auch die Erschließung des wichtigsten Erweiterungsgebietes der Stadt initiiert. Am 19. November 1926 wurde der drei- bis viergeschossige, mehrflügelige und 92 Meter lange Gebäudekomplex feierlich eingeweiht und nach dem Patrozinium der 1622 zerstörten Peterskirche St.-Petri-Hospital Warburg genannt. Zu der schlossartigen Anlage mit den charakteristischen Mansarddächern gehörten eine integrierte Krankenhauskapelle mit Glockenturm als Dachreiter, ein Wirtschaftshof und ein Park. Insgesamt hat der Bau des Krankenhauses 394.000 Mark gekostet. Die Finanzierung erfolgte durch Holzverkauf aus dem Warburger Wald und durch Kredite. 1927 stiftete der Bankier Max Warburg (Hamburg) einen Krankenwagen. Leitender Arzt wurde Paul Hupe, der HNO-Facharzt Anton Nolte und die praktischen Arzte Josef Floren, Anton Lessmann und Arnold Lewy hatten die Möglichkeit, Betten zu belegen und zum Teil auch im Krankenhaus zu operieren. Die Patientenpflege erfolgte weiterhin durch Vinzentinerinnen.

### Zweckverband Warburg-Peckelsheim und Erweiterungsbau von 1973

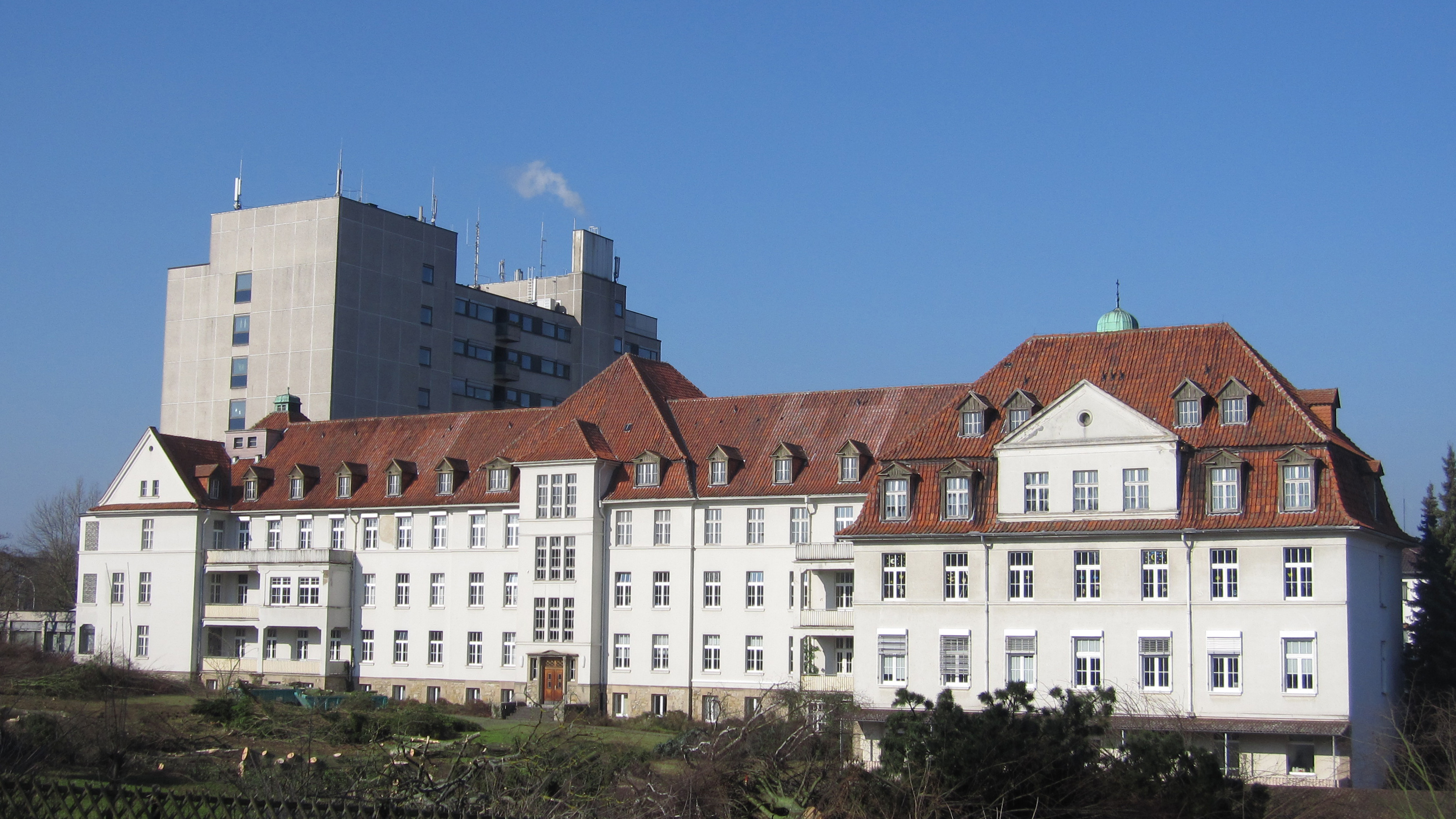
Der Altbau mit ehemaligem Erweiterungsbau von 1973 im Hintergrund.

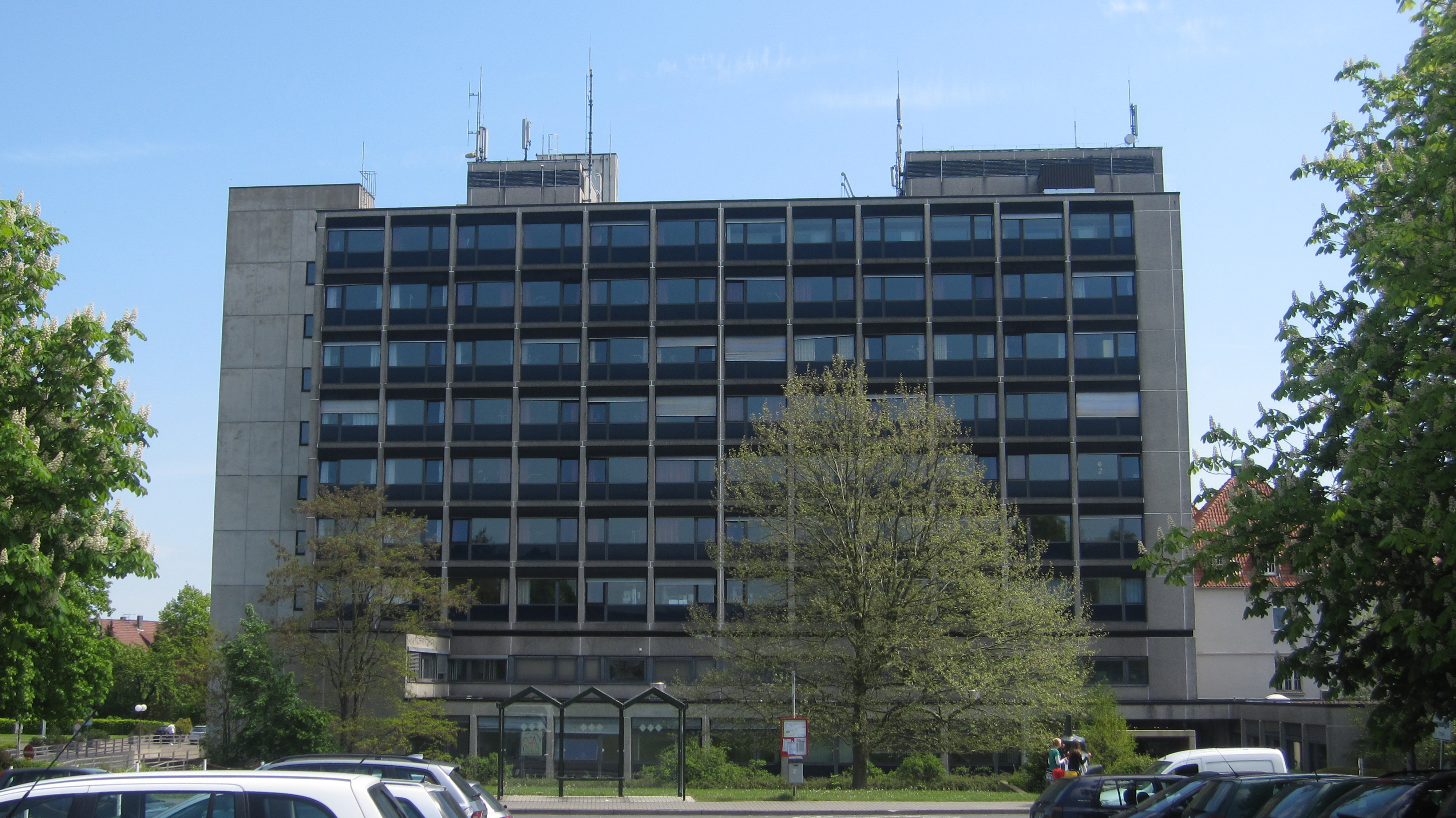
Der alte Erweiterungsneubau im Jahr 2010.

In den 1960er Jahren stellte sich heraus, dass das städtische Krankenhaus die Anforderungen der gewachsenen Stadt nicht mehr erfüllen konnte und es sinnvoll erschien, das Krankenhauswesen auf Kreisebene neu zu organisieren. Zum 1. Januar 1968 erfolgte zwischen dem damaligen Kreis Warburg, der Stadt Warburg und der Stadt Peckelsheim die Gründung eines Krankenhaus-Zweckverbandes Warburg-Peckelsheim. Um einem Scheitern des Neubauprojektes im Zuge der geplanten Auflösung des Kreises Warburg zuvorzukommen, wurde in großer Eile durch das Planungsbüro Karl-Heinz Dreischhoff aus Recklinghausen ein Entwurf erstellt. Dieser folgte dem von Heinrich Bartmann 1959 beschriebenen „Breitfußtyp“, bei dem ein ca. achtgeschossiges Bettenhaus über einem zweigeschossiger Operationsbereich angeordnet wird und der zu der Zeit als Optimum zur Erfüllung funktionaler und wirtschaftlicher Anforderungen im Krankenhausbau gesehen wurde. Vorbilder waren u. a. das 1948 erbaute Krankenhaus in Saint-Lô (Frankreich) und die 1955 errichtete Chirurgische Klinik Düsseldorf. Da in Warburg jedoch der Altbau erhalten und mit dem Neubau verbunden werden sollte, sahen die Planungen vor, das Grundstück zu vergrößern und hierzu den historischen Schützenplatz vor der Stadthalle aufgegeben. Die Diskussionen hierüber führten u. a. bei den Kommunalwahlen 1969 zum Verlust der absoluten Mehrheit der CDU und zur Wahl von Heribert Schlinker als neuen Bürgermeister. Die fortgeschrittenen Planungen konnte er jedoch nicht mehr ändern. Die Hüffertstraße wurde nach Westen verlegt, der alte Hauptzugang geschlossen, der klassizistische Portikus abgebrochen und vor der ehemaligen Hauptfassade ein 10-geschossiges Hochhaus nebst einem von Betonmauern umfassten Wirtschaftshof errichtet. Die zunächst veranschlagte Bausumme von 18,3 Millionen DM wuchs schließlich auf über 30 Millionen DM an. 1973 wurde das Haus in Betrieb genommen und hatte nach Einführung einer urologischen Abteilung im Folgejahr 347 Planbetten. Zum 1. Januar 1975 übernahm der neue Kreis Höxter den og. Krankenhaus-Zweckverband und stellte 1977 fest, dass man nicht alle Betten benötigte und eine volle Inbetriebnahme nur zu Unwirtschaftlichkeit führen würde. Daraufhin wurde die Bettenzahl auf 301 festgelegt und Teile des Altbaus vermietet.
1994 forderte der Landeskonservator des Landschaftsverbandes Westfalen-Lippe in einem amtlichen Schreiben die Stadt dazu auf, trotz der erheblichen Beeinträchtigungen und Schäden, die der Altbau des St.-Petri-Hospitals durch den Neubau erlitten hatte, ihn in die von der Kommunen als Untere Denkmalschutzbehörde geführte Denkmalliste aufzunehmen. Der damalige Bürgermeister Paul Mohr kam jedoch dieser Aufforderung nicht nach.

### Privatisierung 2008 und Neubau 2011–2013

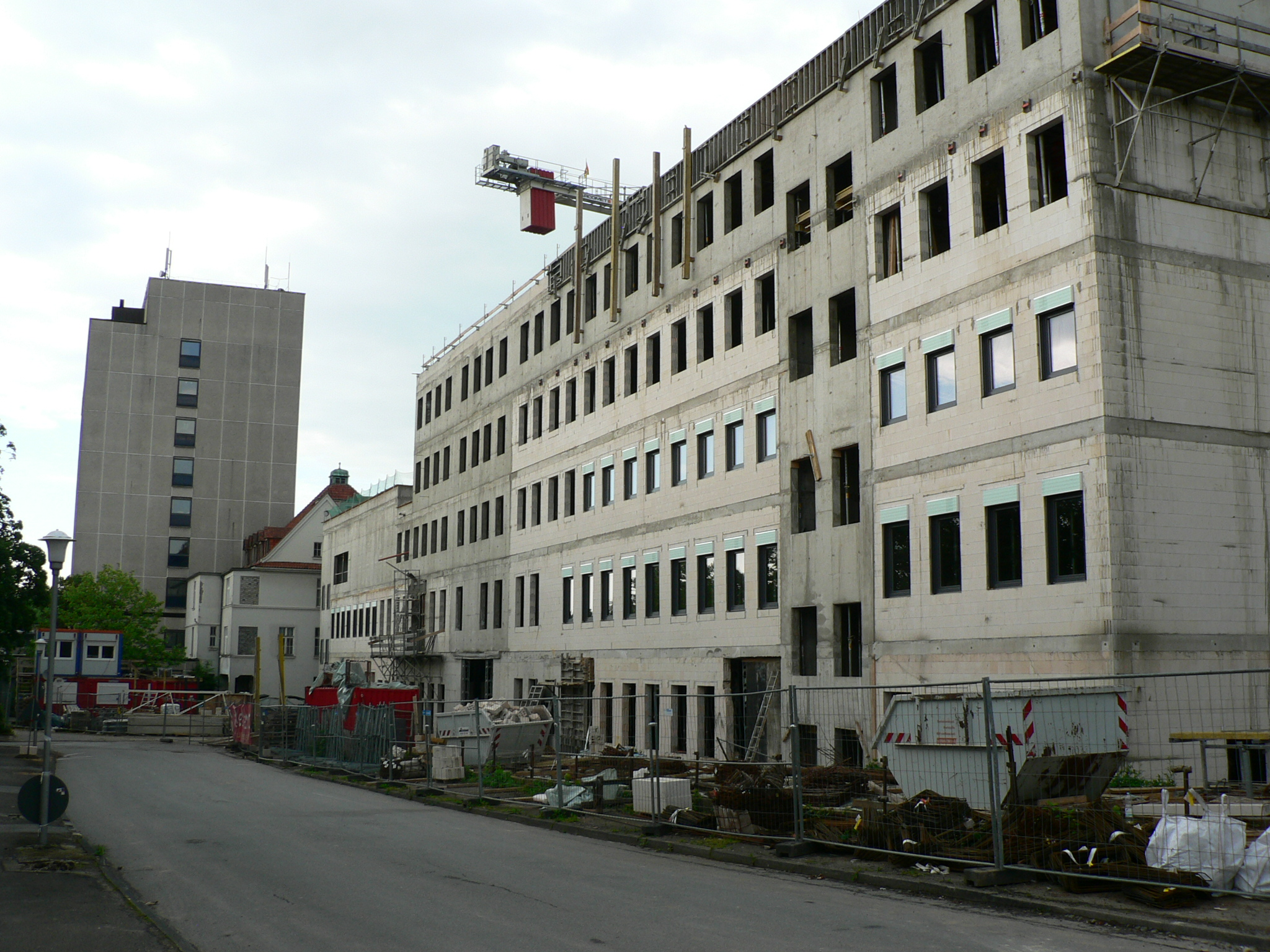
Der Rohbau des neuen Klinikums im Juni 2012. Im Hintergrund der ehemalige Erweiterungsbau aus dem Jahr 1973

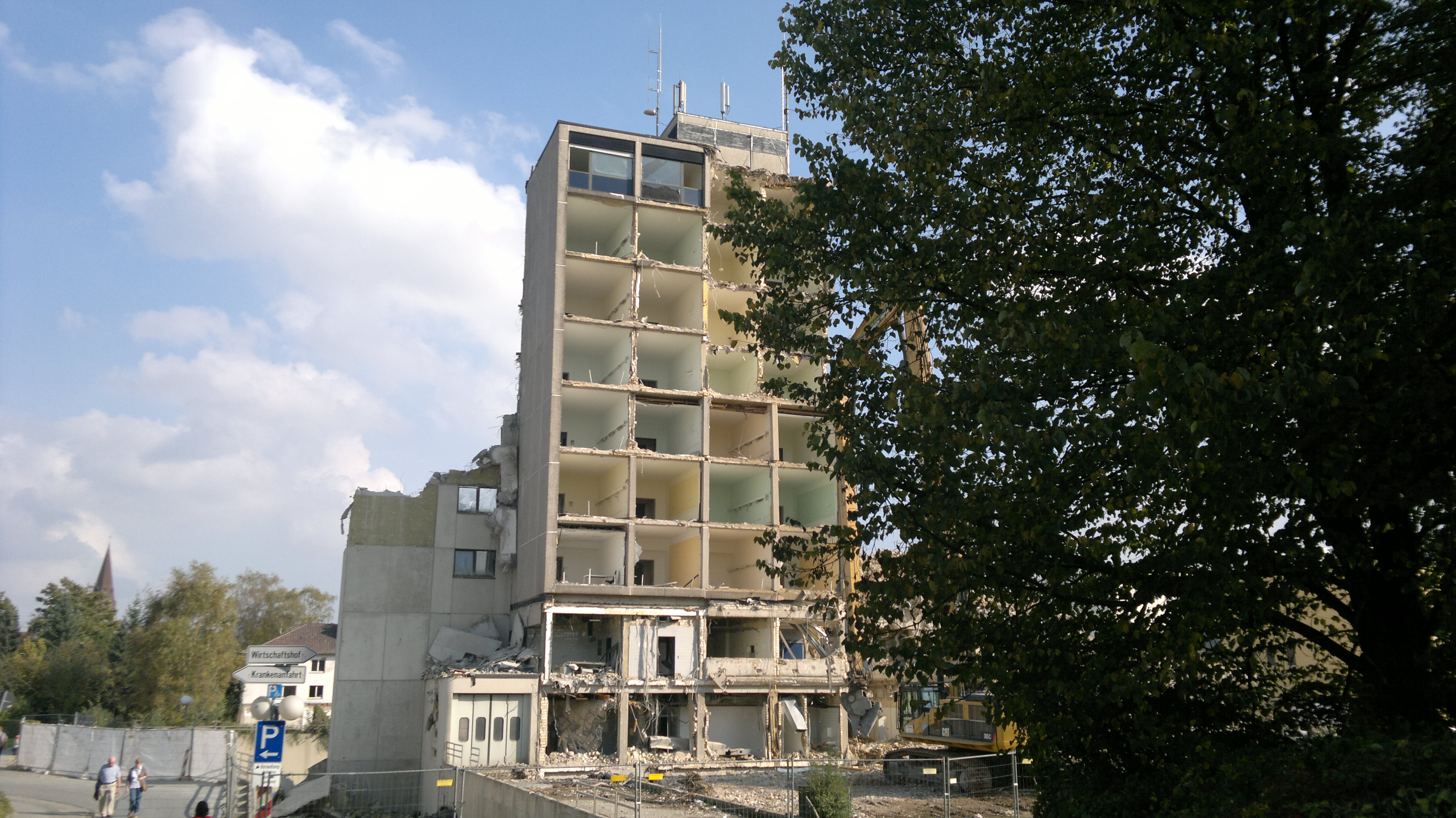
Abriss des Erweiterungsbaus (Oktober 2014)

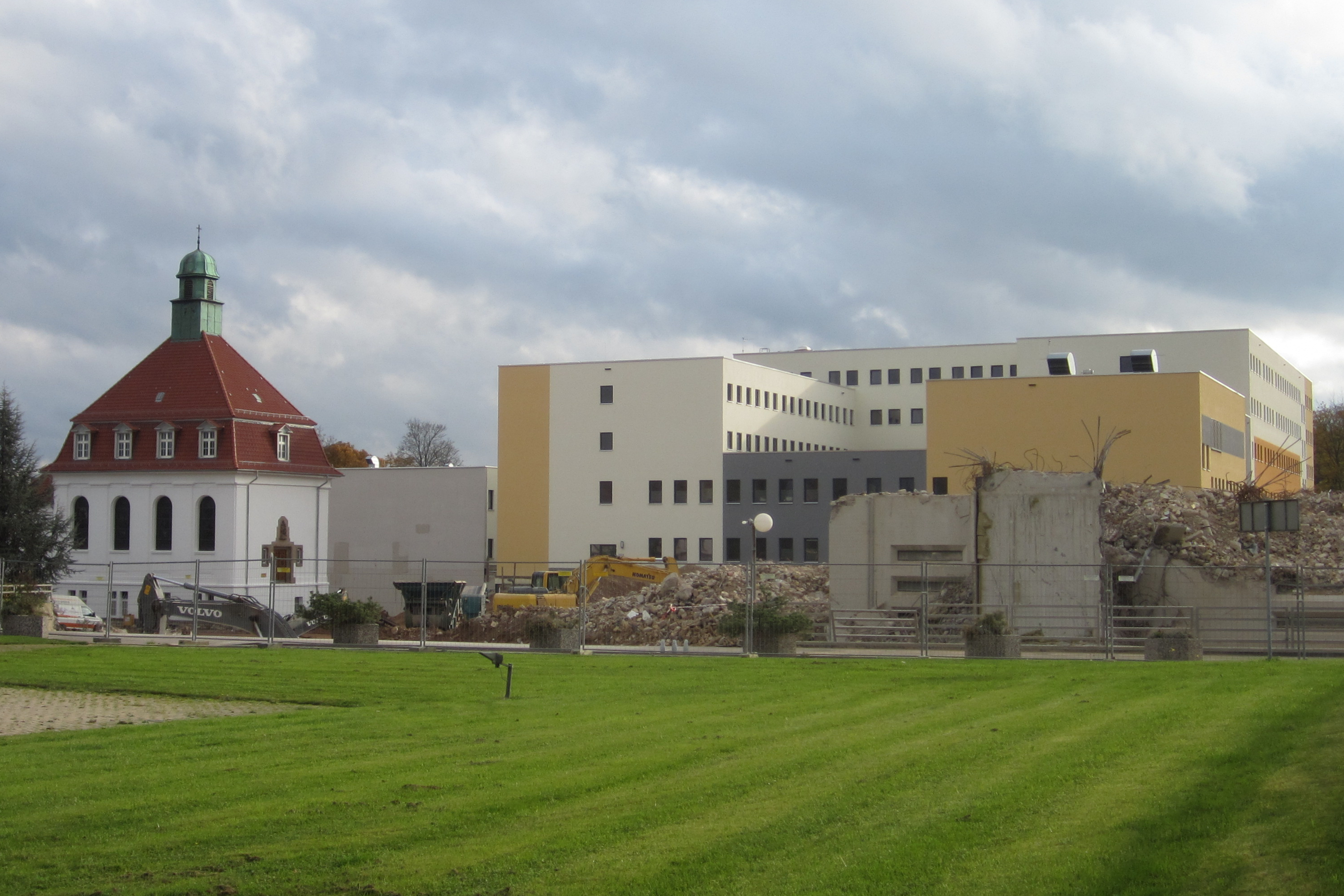
Das Klinikum im November 2014, im Vordergrund Überreste des abgerissenen Erweiterungsbaus. Vom Altbau blieb nur die Kapelle (links).

Im Mai 2008 verkaufte der Krankenhauszweckverband Warburg seine Geschäftsanteile an die Rhön-Klinikum AG mit Sitz in Bad Neustadt, die anschließend alleinige Gesellschafterin der GmbH war. Die Käuferin versprach, den Erweiterungsbau von 1973 aufgrund zurückgegangenen Bedarfs und seiner gravierenden funktionalen und städtebaulichen Mängel vollständig abzubrechen und durch einen städtebaulich angepassteren Neubau zu ersetzen, den Altbau von 1926 jedoch zu erhalten und zu sanieren.
Am 24. Dezember 2010 stellte der neue Träger einen Bauantrag zu einem Vorhaben, das in einem ersten Bauabschnitt einen Krankenhausneubau für 160 Betten und 20 Intensivbetten im derzeitigen Krankenhausgarten vorsah. In einem zweiten Bauabschnitt sollten alle Altbauten abgebrochen werden. Anstelle des Altbaus von 1926 sollte ein neuer Facharzt-Komplex entstehen. Gegen den Abriss des Altgebäudes wandte sich der LWL-Denkmalpflege, Landschafts- und Baukultur in Westfalen, vertreten durch den Landeskonservator Markus Harzenetter, der von den Abrissplänen durch einen Hinweis aus der Bürgerschaft erfahren hatte und forderte die Stadt erneut auf, den Altbau in die Denkmalliste einzutragen. Unter Druck der Rhön-Klinikum-AG setzte der Bürgermeister Michael Stickeln durch, dass sich der Warburger Stadtrat am 18. Januar 2011 trotz fehlender Zuständigkeit einstimmig gegen eine Eintragung in die Denkmalliste und für einen Abbruch entschied. Aufgrund der Differenzen zwischen Fachbehörde und Vollzugsbehörde kam es zu einem Ministerentscheid, der vom damaligen Bauminister Harry Voigtsberger gegen die Denkmalpflege entschieden wurde.
Am 1. September 2011 erfolgte der symbolische Spatenstich für den Neubau des Hospitals. Am 31. Mai 2012 wurde Richtfest gefeiert. Im November 2012 gab die damalige Krankenhausleitung bekannt, dass es im Neubau keine Küche geben werde. Die Verpflegung der Patienten übernahm ab Dezember 2012 ein externer Caterer, der per Tiefkühlsystem arbeitet. Der Neubau des Krankenhauses wurde am 30. November 2013 bezogen.
Zum 18. April 2014 wurde das Krankenhaus von der Helios-Kliniken GmbH übernommen.
Vom Altbau des St.-Petri-Hospitals blieb nur die Petri-Kapelle. Der ehemalige Erweiterungsbau von 1973 wurde beginnend am 9. September bis November 2014 abgerissen und abgetragen.
Das Helios Klinikum Warburg ist seit 2013 Akademisches Lehrkrankenhaus der Philipps-Universität Marburg und verfügt als Hauptabteilungen über die Klinik für Allgemein- und Viszeralchirurgie, Klinik für Orthopädie und Unfallchirurgie, Medizinische Klinik I mit den Schwerpunkten Gastroenterologie/Diabetologie, die Medizinische Klinik II mit den Schwerpunkten Herz- und Kreislauferkrankungen, Radiologie, Anästhesie einschließlich Intensivmedizin, die Interdisziplinäre Schmerzklinik, die Klinik für Geriatrie sowie die Belegabteilung Urologie. Das Helios Klinikum Warburg verfügt in sieben Fachabteilungen und einer Belegabteilung über 139 Betten. Rund 320 Mitarbeiter versorgen jährlich über 7.300 stationäre Patienten.
Am 10. Februar 2016 wurde die Petrikapelle in die Liste der Baudenkmäler in Warburg eingetragen.